# Jim Boyce
Jim Boyce (ur. 14 grudnia 1941 w Sydney) – australijski rugbysta grający na pozycji skrzydłowego, reprezentant kraju, historyk, działacz antyapartheidowy.

## Kariera sportowa
Został wybrany do stanowej drużyny Nowej Południowej Walii, w której rozegrał pięć spotkań.
Występował w barwach Sydney Uni Football Club, w 1964 roku zostając najskuteczniejszym w sezonie pod względem przyłożeń zawodnikiem tej drużyny. Następnie związał się z Eastern Suburbs Rugby Union Club, potem zaś grał w uniwersyteckiej drużynie California Golden Bears. Kilkukrotnie spotykał się na boisku przeciwko bratu bliźniakowi, Stewartowi.
Wspólnie z bratem wystąpili natomiast w czterech testmeczach Wallabies, zostając tym samym pierwszą w historii parą bliźniąt w australijskich barwach. Ogółem w trakcie kariery reprezentacyjnej zagrał w dwunastu spotkaniach zdobywając trzy punkty z przyłożenia.
W 1963 roku został powołany na tournée Wallabies do RPA, po którym zaangażował się w ruch antyapartheidowy. Gdy Springboks zaplanowali tournée po Australii w 1971 roku, Boyce przyłączył się do protestu ówczesnych reprezentantów Australii zapoczątkowanego przez Tony’ego Abrahamsa, w którym uczestniczyli również Barry McDonald, Jim Roxburgh, Bruce Taafe, Terry Forman i Paul Darveniza – zawodnicy ci oświadczyli, iż nawet w przypadku powołania nie wystąpią w meczach przeciwko wybranej ze względu na rasę reprezentacji RPA, przez co uznani zostali wówczas za hańbę narodu. Wizyta południowoafrykańskich rugbystów wywołała masowe demonstracje, strajki związków zawodowych oraz wprowadzenie stanu wyjątkowego w Queensland. W roku następnym nowo wybrany premier Australii, Gough Whitlam, wprowadził zatem zakaz kontaktów sportowych z RPA. Wydarzenia te opisano w filmie dokumentalnym Political Football wyemitowanym po raz pierwszy przez Australian Broadcasting Corporation w 2005 roku.

## Kariera zawodowa
Był absolwentem ekonomii uniwersytetu w Sydney oraz University of California, Berkeley.
Był uznanym historykiem lokalnym, przewodniczącym Manly, Warringah & Pittwater Historical Society i autorem monografii.